# Parrocchie della diocesi di Savona-Noli

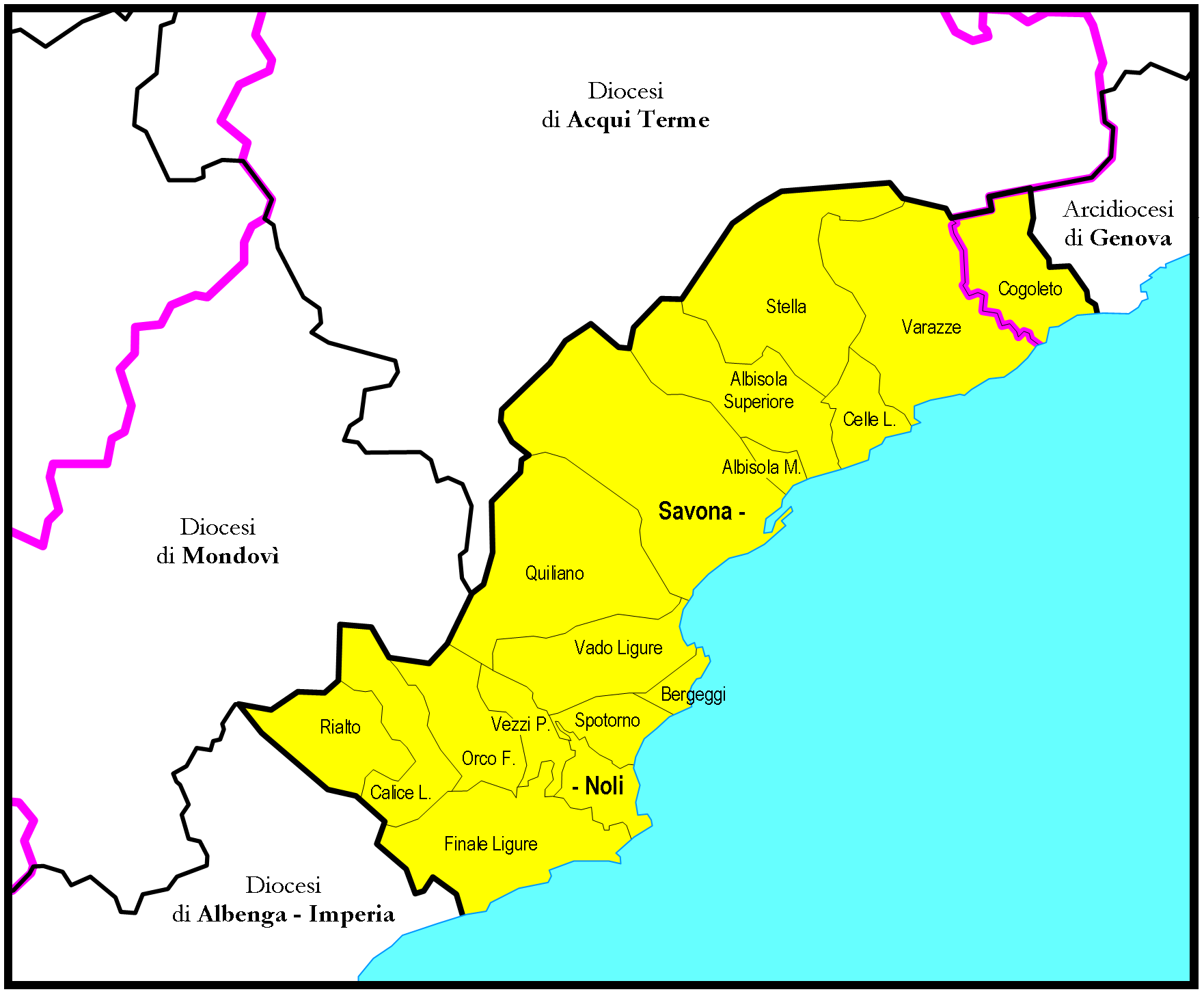
Il territorio della diocesi.

Le parrocchie della diocesi di Savona-Noli sono 70 e sono suddivise in 4 vicariati.
La diocesi di Savona-Noli comprende la parte sud-orientale della provincia di Savona e il comune di Cogoleto nella città metropolitana di Genova. Ha una popolazione di 155.000 abitanti e fa parte della regione ecclesiastica Liguria.

## Vicarie

### Vicaria di Albisola e Varazze
Comprende 22 parrocchie nei comuni di Albisola Superiore, Albissola Marina, Celle Ligure, Stella e Varazze, in provincia di Savona, e nel comune di Cogoleto, nella città metropolitana di Genova.
| Parrocchia                     | Comune             | Frazione/Quartiere |
| ------------------------------ | ------------------ | ------------------ |
| Nostra Signora della Concordia | Albissola Marina   | centro             |
| San Bernardo                   | Stella             | San Bernardo       |
| Santa Caterina d'Alessandria   | Stella             | Gameragna          |
| San Giovanni Battista          | Stella             | San Giovanni       |
| Santa Giustina                 | Stella             | Santa Giustina     |
| San Martino                    | Stella             | San Martino        |
| San Matteo Apostolo            | Albisola Superiore | Luceto             |
| San Nicolò Vescovo             | Albisola Superiore | centro             |
| Nostra Signora Stella Maris    | Albisola Superiore | Albisola Capo      |
| San Bartolomeo Apostolo        | Albisola Superiore | Ellera             |
| Nostra Signora delle Grazie    | Varazze            | Faje               |
| Natività di Maria Santissima   | Varazze            | Casanova           |
| Sant'Ambrogio Vescovo          | Varazze            | centro             |
| Santi Nazario e Celso          | Varazze            | centro             |
| Sant'Antonio Abate             | Varazze            | Alpicella          |
| Santissima Annunziata          | Varazze            | Pero               |
| Santa Maria Maggiore           | Cogoleto           | centro             |
| San Bernardo Abate             | Cogoleto           | Lerca              |
| Sant'Ermete                    | Cogoleto           | Sciarborasca       |
| San Giorgio                    | Celle Ligure       | Sanda              |
| Santa Maria Assunta            | Celle Ligure       | Piani di Celle     |
| San Michele Arcangelo          | Celle Ligure       | centro             |

### Vicaria di Finale Ligure
Comprende 19 parrocchie nei comuni di Calice Ligure, Finale Ligure, Noli, Orco Feglino, Rialto, Spotorno e Vezzi Portio.
| Parrocchia                            | Comune        | Frazione/Quartiere |
| ------------------------------------- | ------------- | ------------------ |
| Nostra Signora Assunta e San Giacomo  | Finale Ligure | Finalpia           |
| San Biagio                            | Finale Ligure | Finalborgo         |
| San Dalmazio Martire                  | Finale Ligure | Monticello         |
| Sant'Eusebio                          | Finale Ligure | Perti              |
| San Giovanni Battista                 | Finale Ligure | Finalmarina        |
| Santi Cipriano e Gennaro              | Finale Ligure | Calvisio           |
| San Lorenzo                           | Finale Ligure | Varigotti          |
| San Pietro                            | Noli          | centro             |
| Sant'Ignazio di Loyola                | Noli          | Tosse              |
| Santi Pietro e Paolo                  | Noli          | Voze               |
| San Lorenzo Martire                   | Orco Feglino  | Feglino            |
| San Lorenzo Martire                   | Orco Feglino  | Orco               |
| San Pietro                            | Rialto        | centro             |
| San Lorenzo                           | Rialto        | Vene               |
| San Nicolò Vescovo                    | Calice Ligure | centro             |
| San Martino Vescovo                   | Calice Ligure | Carbuta            |
| Santissima Annunziata                 | Spotorno      | centro             |
| Santi Filippo e Giorgio               | Vezzi Portio  | San Filippo        |
| Santissimo Salvatore e Santo Sepolcro | Vezzi Portio  | Magnone e Portio   |

### Vicaria di Savona
Comprende 18 parrocchie nei comuni di Quiliano e Savona.
| Parrocchia                    | Comune   | Frazione/Quartiere       |
| ----------------------------- | -------- | ------------------------ |
| Maria Ausiliatrice            | Savona   | centro                   |
| Sant'Ambrogio Vescovo         | Savona   | Legino                   |
| San Bartolomeo Apostolo       | Savona   | San Bartolomeo del Bosco |
| San Bernardo                  | Savona   | San Bernardo in Valle    |
| San Dalmazio Martire          | Savona   | Lavagnola                |
| San Filippo Neri              | Savona   | Valloria                 |
| San Francesco da Paola        | Savona   | Villapiana               |
| San Giacomo Apostolo          | Savona   | Montemoro                |
| San Giuseppe                  | Savona   | Oltreletimbro            |
| San Lorenzo                   | Savona   | La Rusca                 |
| Santa Maria della Neve        | Savona   | Fornaci                  |
| Santa Maria Giuseppa Rossello | Savona   | Villetta                 |
| San Paolo                     | Savona   | Santa Rita               |
| San Pietro Apostolo           | Savona   | centro                   |
| Sacro Cuore di Gesù           | Savona   | Prolungamento            |
| Sant'Andrea Apostolo          | Savona   | centro                   |
| Santissima Trinità            | Savona   | Chiavella                |
| Sant'Anna                     | Quiliano | Cadibona                 |

### Vicaria di Vado Ligure
Comprende 11 parrocchie nei comuni di Bergeggi, Quiliano, Savona e Vado Ligure.
| Parrocchia                       | Comune      | Frazione/Quartiere |
| -------------------------------- | ----------- | ------------------ |
| Nostra Signora della Visitazione | Vado Ligure | Porto Vado         |
| Nostra Signora Regina della Pace | Vado Ligure | Valle di Vado      |
| Sant'Ermete                      | Vado Ligure | Sant'Ermete        |
| San Giovanni Battista            | Vado Ligure | centro             |
| San Maurizio                     | Vado Ligure | Segno              |
| San Lorenzo Martire              | Quiliano    | centro             |
| San Michele Arcangelo            | Quiliano    | Montagna           |
| Santissimo Salvatore             | Quiliano    | Valleggia          |
| Santi Sebastiano e Rocco         | Quiliano    | Roviasca           |
| San Martino Vescovo              | Bergeggi    | centro             |
| Santo Spirito e Concezione       | Savona      | Zinola             |